# Infanterie-Division Güstrow
Die Infanterie-Division Güstrow war eine deutsche Infanterie-Division des Heeres im Zweiten Weltkrieg. Die Einheit bestand überwiegend aus Angehörigen des Reichsarbeitsdienstes (RAD).

## Divisionsgeschichte
Die RAD Division Nr. 4 "Güstrow" wurde am 29. April 1945 u. a. aus dem 696. Grenadier-Regiment der 340. Infanterie-Division, Angehörige der Fahnenjunkerschule VI und anderen Einheiten als Infanterie-Division z. b. V. 4 aufgestellt und kurze Zeit später nach dem Aufstellungsort, der Stadt Güstrow in Mecklenburg, im Wehrkreis III umbenannt. Die Ausbildung der Division wurde vor Kriegsende  nicht mehr abgeschlossen. Die Division, in der Heeresgruppe Weichsel eingeordnet, ergab sich im Mai 1945 in Westmecklenburg der britischen Armee und ging in Kriegsgefangenschaft.
Kommandeur war der Stadtkommandant von Güstrow Oberst Ernst Nobis.

## Gliederung
- Grenadier-Regiment Güstrow 1
- Grenadier-Regiment Güstrow 2
- Grenadier-Regiment Güstrow 3
- Artillerie-Regiment Güstrow
- Nebelwerfer-Abteilung Güstrow
- Nachrichten-Bataillon Güstrow
- Division-Füsilier-Bataillon Güstrow
- Pionier-Bataillon Güstrow

## Kommandeur
- Oberst Nobiz, ehemaliger Kommandant der aufgelösten 131. Infanterie-Division